# Team 21
Das Team 21 war ein russisches Radsportteam mit Sitz in Moskau.
Die Mannschaft bestand 2014 und nahm als Continental Team an den UCI Continental Circuits teil. Manager war Alexander Blinow, der von den Sportlichen Leitern Robert Abramjan, Wladimir Lichatschew, Alexander Tokmakow und Pēteris Ugrjumovs unterstützt wurde.

## Saison 2014

### Erfolge in der UCI America Tour
| Datum        | Rennen                                          | Kat. | Fahrer        |
| ------------ | ----------------------------------------------- | ---- | ------------- |
| 20. März     | 2. Etappe Tour International de Sétif           | 2.2  | Sergei Belych |
| 24.–27. März | Gesamtwertung Tour International de Constantine | 2.2  | Sergei Belych |

### Mannschaft
| Name                               | Geburtstag         | Nationalität | Team 2013     |
| ---------------------------------- | ------------------ | ------------ | ------------- |
| Sergei Belych                      | 4. März 1990       | Russland     | Lokosphinx    |
| Ajdar Garejschin                   | 3. August 1994     | Russland     | Neoprofi      |
| Ruslan Giliasow                    | 23. Juni 1994      | Russland     | Neoprofi      |
| Konstantin Jakimow                 | 13. Januar 1991    | Russland     | Itera-Katusha |
| Kirill Jegorow                     | 3. August 1993     | Russland     | Itera-Katusha |
| Nikita Kugajewski                  | 25. März 1993      | Russland     | Neoprofi      |
| Matwei Mamykin                     | 31. Oktober 1994   | Russland     | Neoprofi      |
| Alexander Meschetschew             | 10. Januar 1993    | Russland     | Neoprofi      |
| Daniil Nemykin                     | 13. März 1995      | Russland     | Neoprofi      |
| Sergei Rosin                       | 5. Januar 1995     | Russland     | Neoprofi      |
| Alexei Rjabkin                     | 23. November 1993  | Russland     | Itera-Katusha |
| Artur Schajmuratow                 | 23. November 1993  | Russland     | Neoprofi      |
| Witali Schutschkow (bis 1. August) | 16. September 1994 | Russland     | Neoprofi      |
| Denis Schujkow                     | 12. Oktober 1993   | Russland     | Itera-Katusha |
| Alexander Stepanow                 | 4. Juli 1994       | Russland     | Neoprofi      |
| Ilja Tschirkow                     | 20. Januar 1995    | Russland     | Neoprofi      |
| Stagiaires                         | Stagiaires         | Nationalität | Nationalität  |
| Andrei Lukonin                     | Andrei Lukonin     | Russland     |               |

## Platzierungen in UCI-Ranglisten
UCI Africa Tour
| Saison | Mannschaftswertung | Fahrerwertung       |
| ------ | ------------------ | ------------------- |
| 2014   | 10.                | Sergei Belych (14.) |

UCI Europe Tour
| Saison | Mannschaftswertung | Fahrerwertung        |
| ------ | ------------------ | -------------------- |
| 2014   | 98.                | Sergei Belych (359.) |